# Mata Kopae
Der Mata Kopae, der auch St Annes Lagoon genannt wird, ist ein flacher See im Hurunui District der Region Canterbury auf der Südinsel von Neuseeland.

## Geographie
Der Mata Kopae befindet sich rund 3,7 km nördlich von Cheviot und weniger als 150 m westlich des New Zealand State Highway 1. Die Mündung des Waiau Uwha River in den Pazifischen Ozean liegt rund 8,3 km östlich des Sees. Der mehrarmige und verzweigte See umfasst eine Fläche von rund 19,5 Hektar und besitzt eine Uferlänge von rund 7,3 km. Er erstreckt sich über eine Länge von rund 1,04 km in Westnordwest-Ostsüdost-Richtung und misst an seiner breitesten Stelle rund 200 m in Nord-Süd-Richtung.
Gespeist wird der See von einigen kleinen Bächen, mit mindestens einem pro Arm. Entwässert wird der See an seinem nordöstlichen Ende über einen kleinen unbenannten Bach, der, nachdem er den State Highway 1 unterhalb passiert hat, nach rund 500 m in einen nach Norden orientierten unbenannten Stream mündet, der seinerseits den Caroline Stream mit seinen Wässern versorgt. Der Caroline Stream mündet später weiter östlich in den Waiau Uwha River.

## Aale-Rettungsaktion
Im Februar 2017 trocknete der See temporär aufgrund eines sehr trockenen Wetters über zwei vorhergegangenen Winter komplett aus. Rund 30 Personen, darunter Mitarbeiter von Environment Canterbury (ECan), Bewohner von Cheviot, Schulkinder und Mitglieder des Stammes der Ngāi Tūahuriri, retteten mehr als 2000 Aale vor dem sicheren Tod, indem sie in einer gemeinsamen Aktion die noch lebenden Aale fingen und anschließend im Waiau Uwha River wieder aussetzten.